# Gornje livade (Novi Sad)
Ne doit pas être confondu avec Gornje Livade (région).
Gornje livade (en serbe cyrillique : Горње ливаде), également connu sous les noms de Gornje Sajlovo (Горње Сајлово) et de Šumice (Шумице), est un quartier de la ville de Novi Sad, la capitale de la province autonome de Voïvodine, en Serbie.

## Localisation

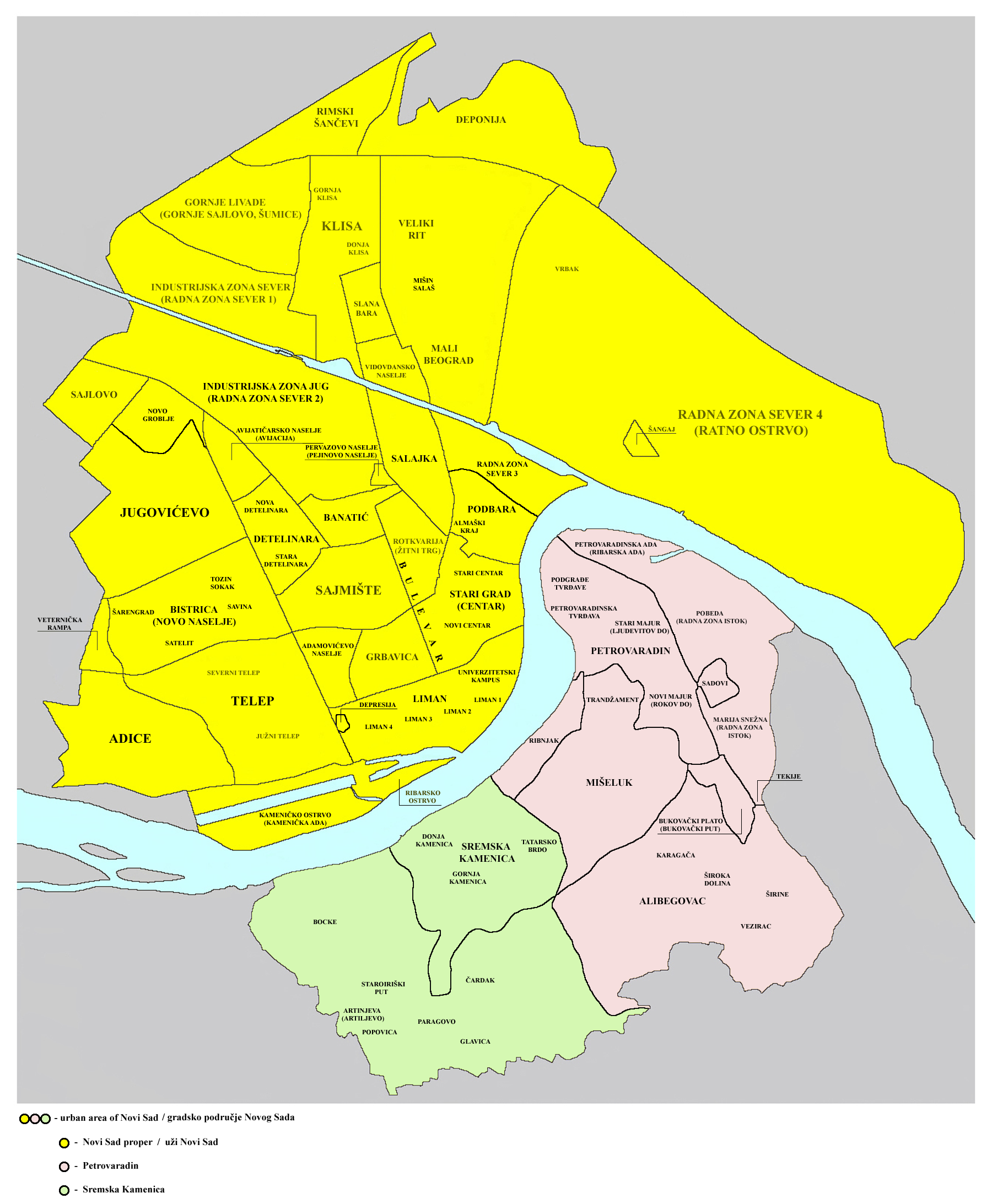
Plan de la zone urbaine de Novi Sad

À l'est, Gornje livade est bordé par la rue Profesora Grčića, au nord par la route européenne E 75 (autoroute A1), au nord-ouest par la limite de la zone urbaine de Novi Sad et au sud par la Zone d'activités Nord I.
Le quartier est ainsi entouré par la Zone industrielle Nord au sud, par le quartier de Klisa à l'est, par celui de Rimski Šančevi au nord et par la localité de Rumenka à l'ouest.
Sur le plan administratif, il est rattaché à la communauté locale de Klisa.

## Histoire

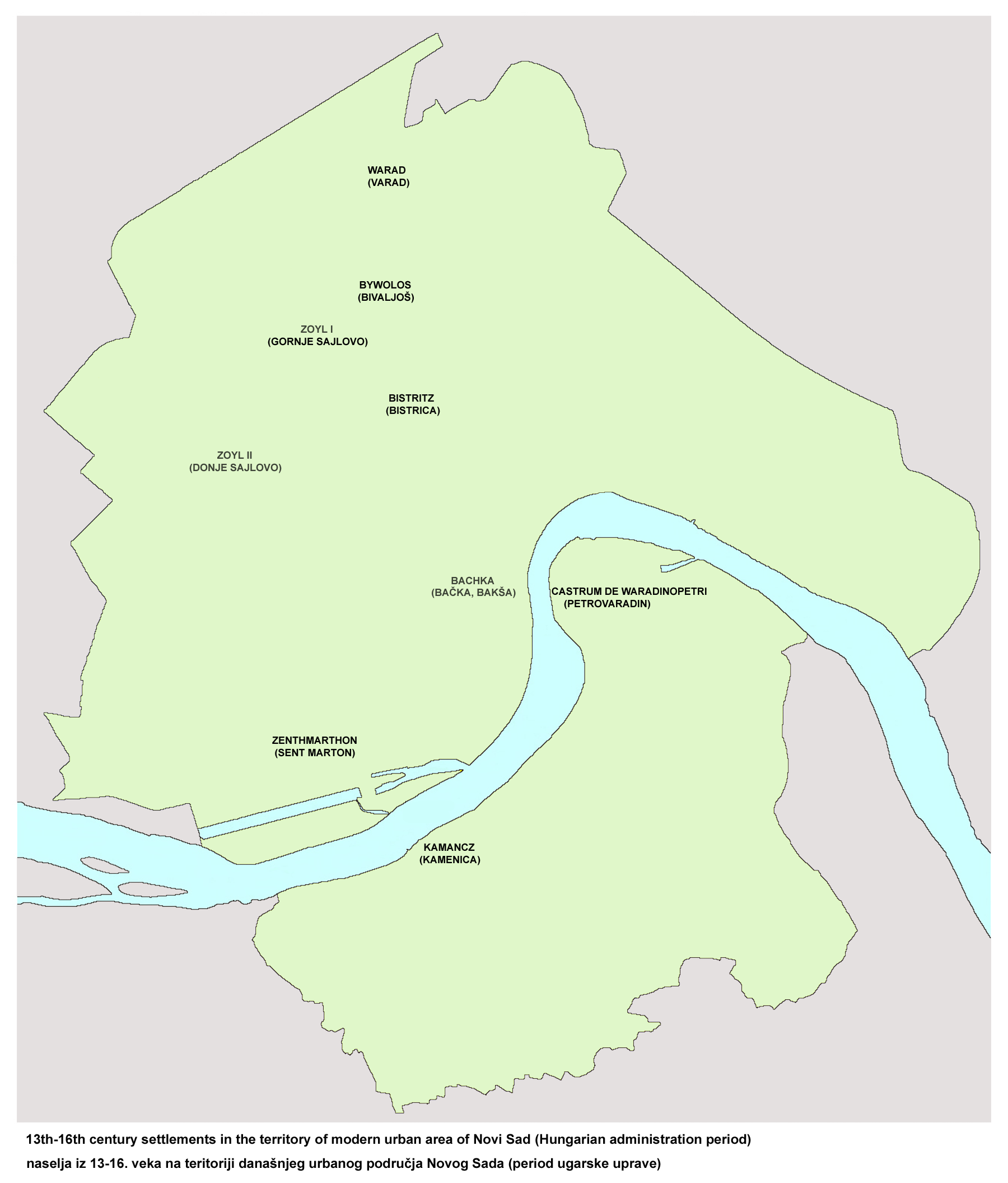
Localités de l'actuelle zone urbaine de Novi Sad du

Le quartier est connu sous trois noms différents : Gornje livade, Gornje Sajlovo et Šumice. Le nom de Gornje Sajlovo renvoie à une localité slave du Moyen Âge, également connue sous les noms de Gornje Isailovo, Isailovo, Sajlovo I et Sajlovo, mentionnée en 1237 dans une charte du roi de Hongrie Béla IV. Selon la légende locale, « Isailovo » renverrait au moine Isaija venu d'un monastère situé à l'est de Rumenka.
Gornje Sajlovo fut une première fois sévèrement endommagé lors des invasions tatares du XIVe siècle, puis au temps des guerres turco-hongroises du XVIe siècle. Sous la domination ottomane (XVIe – XVIIe siècles), Gornje Sajlovo est mentionné comme une zone de friches habitées mais non urbanisées. Un defter (recensement) turc datant de 1544 relève la présence de trois foyers payant l'impôt, tandis que le defter de 1570 en dénombre sept. Ces chiffres ne prennent en compte que les populations chrétiennes (serbes), sans inclure les habitants exemptés de taxes, par exemple ceux qui servaient dans l'armée ottomane, ni les populations musulmanes ; de ce fait, la population totale devait être plus élevée.
Le quartier moderne a été urbanisé illégalement à la fin du XXe siècle, alors que le plan d'urbanisme de la ville à l'horizon 2021 prévoyait d'en faire une ceinture verte.